# Bohdan Likszo
Bohdan Stanisław Likszo (ur. 1 stycznia 1940 w Wilnie, zm. 12 grudnia 1993 w Krakowie) – polski koszykarz, reprezentant kraju, występujący na pozycji środkowego.

## Życie
Naprawdę urodził się 4 grudnia 1939, oficjalnie rodzice podali jednak w akcie urodzenia datę 1 stycznia 1940.
W wieku 15 lat mierzył już 196 cm wzrostu. Podczas swojej kariery reprezentował Warmię Olsztyn i krakowską Wisłę (kariera sportowa 1955–1980), podopieczny trenerów: Jana Mikułowskiego, Michała Mochnackiego, Jerzego Bętkowskiego i Witolda Zagórskiego w kadrze. Jeden z najlepszych koszykarzy polskich lat sześćdziesiątych. W kadrze narodowej (1961–1969) rozegrał 195 spotkania zdobywając 2056 pkt.
Był liderem polskiej reprezentacji olimpijskiej w Tokio (1964, w 9 meczach – 5 zwycięskich i 4 porażkach zdobył 133 punkty, przed Januszem Wichowskim 108 i Mieczysławem Łopatką 89). Na kolejnych igrzyskach w Meksyku (1968) tworzył doskonałą parę środkowych z Mieczysławem Łopatką, który jako lider zespołu zdobył 173 pkt., a Likszo 102.
9 maja 1964 wziął udział w meczu – Wisła Kraków (70:117) All-Stars USA. W składzie reprezentacji gwiazd znajdowali się zawodnicy NBA: Bob Pettit (Hawks), Tom Heinsohn (Celtics), Bill Russell (Celtics), Oscar Robertson (Royals), Jerry Lucas (Royals), Tom Gola (Knicks), Bob Cousy, K.C. Jones (Celtics). W spotkaniu tym zanotował 26 punktów.
Podczas Mistrzostw Świata, które odbyły się Urugwaju (1967) Likszo zgromadził na swoim koncie największą liczbę punktów (180) ze wszystkich uczestników turnieju. Notował wtedy 20 punktów na mecz. W jednym ze zwycięskich spotkań, przeciw reprezentacji Paragwaju (101:60) zdobył aż 38 punktów. Rezultat ten jest po dziś dzień trzecim wynikiem strzeleckim wśród wszystkich reprezentantów Polski w koszykówce. Większą liczbą punktów zdobytych w trakcie jednego spotkania reprezentacyjnego może się pochwalić jedynie legendarny Edward Jurkiewicz (52).
16 października 1965 krakowska Wisła wzięła udział w Festiwalu FIBA, który odbył się notabene w Krakowie. Krakowski zespół wygrał wtedy 78:70 z reprezentacją Europy. Bohdan został wtedy najlepszym strzelcem spotkania, notując 21 „oczek”. Miał również okazję zmierzyć się z gwiazdami NBA (1964) jak i Realu Madryt (1965). W pierwszym z wymienionych spotkań jego drużyna przegrała 70:117, w drugim natomiast zwyciężyła 85:70.
Strzelecki rekord kariery osiągnął podczas spotkania Wisły Kraków z AZS-em Gdańsk. Odbyło się ono 2 lutego 1963, zanotował wtedy 62 punkty. 26 lutego 1967 uzyskał 56 punktów, w trakcie rywalizacji z lokalnym rywalem Koroną Kraków. W sezonie 1968/69 zanotował swój trzeci najwyższy rezultat strzelecki, 52 punkty zdobyte przeciw drużynie ŁKS-u.
Po zakończeniu kariery w Polsce grał przez pewien czas we Francji. Gdy wrócił do kraju, zajął się m.in. działaniem w piłkarskiej sekcji Wisły Kraków. Został odznaczony Srebrnym i Złotym Krzyżem Zasługi oraz srebrnym i brązowym Medalem za Wybitne Osiągnięcia Sportowe (1967). Gdy był na rencie i mieszkał w podkrakowskiej Stróży przeszedł pierwszy zawał. W niedzielę 12 grudnia 1993 jechał samochodem w odwiedziny do córki. Zasłabł za kierownicą. Serce nie wytrzymało drugiego zawału. Zmarł w Krakowie.
W 1962 poślubił koszykarkę Krystyną Pabjańczyk-Likszo. Pochowany na cmentarzu Batowickim w Krakowie (kw. A9-8-15).

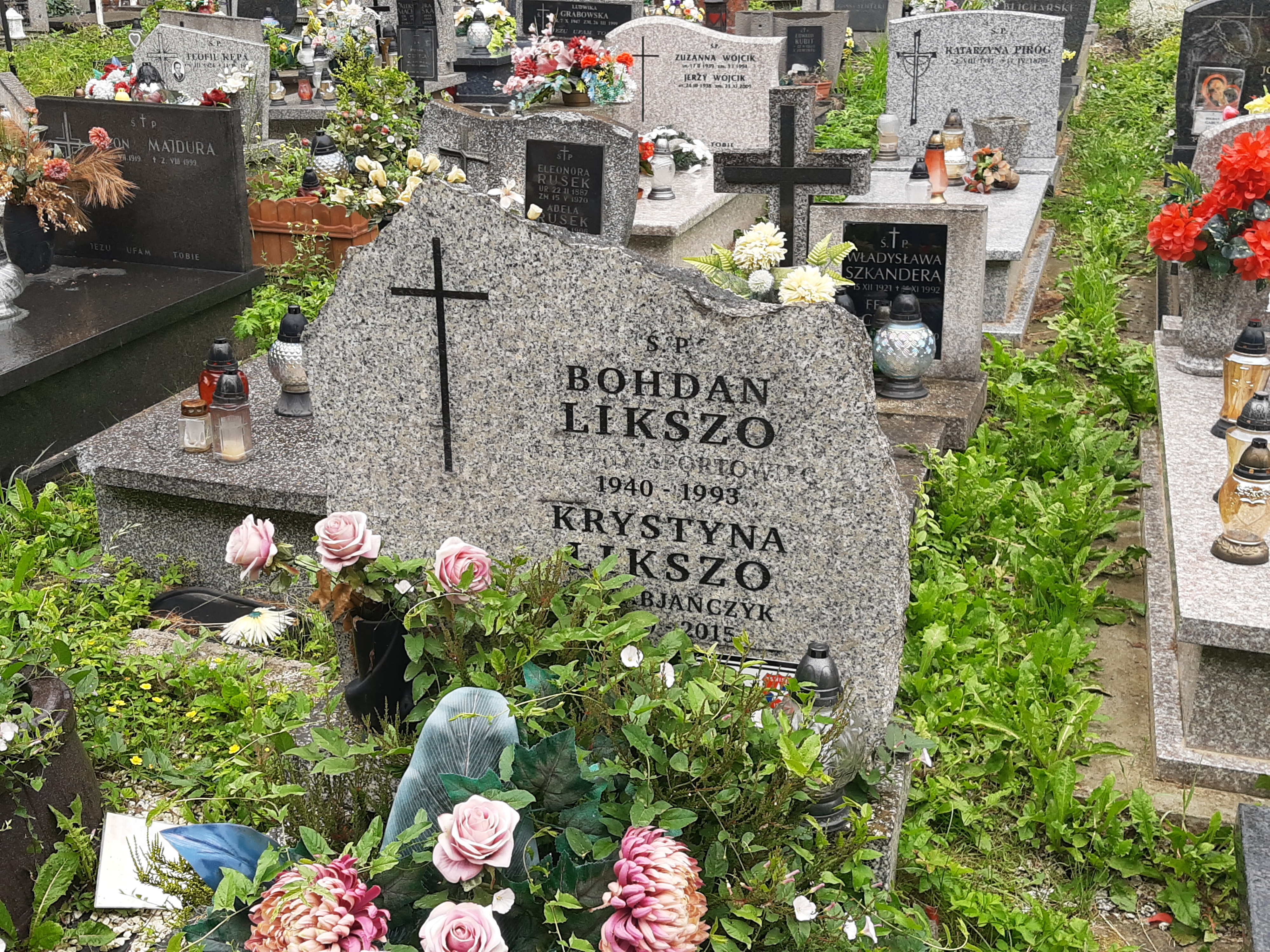
Grób Bohdana i Krystyny Likszo na Cmentarzu Prądnik Czerwony

## Osiągnięcia

### Klubowe
- 3-krotny mistrz Polski (1962, 1964, 1968)
- Wicemistrz Polski:
  - 1965–1967, 1969, 1971
  - juniorów (1959)
- 3-krotny brązowy medalista mistrzostw Polski (1961, 1963, 1970)
- Finalista Pucharu Polski (1971)

### Indywidualne
- 2-krotny lider strzelców polskiej ligi (1968, 1969)
- 2-krotny uczestnik festiwalu FIBA (1965 z Wisłą Kraków, 1966 jako członek zespołu gwiazd Europy)

### Reprezentacja
Drużynowe
- Wicemistrz Europy (1963 – Wrocław)
- 2-krotny brązowy medalista mistrzostw Europy (1965 – Moskwa, 1967 – Helsinki)
- Uczestnik:
  - igrzysk olimpijskich (1964 – 6. miejsce, 1968 – 6. miejsce)
  - mistrzostw:
    - Europy: (1963 – Wrocław, 1965 – Moskwa, 1967 – Helsinki, 1969 – Neapol, 4. miejsce)
    - świata w Montevideo (1967 – 5. miejsce)

Indywidualne
- 2. miejsce na liście najlepszych strzelców mistrzostw świata (1967 – 19,3)[4]
- 4. miejsce na liście najskuteczniejszych w rzutach wolnych mistrzostw świata (1967 – 75%)[5]